# Dobromysl obecná
Dobromysl obecná (Origanum vulgare) je rostlina z čeledi hluchavkovitých. Využívá se jako koření i jako léčivá bylina.

## Synonyma

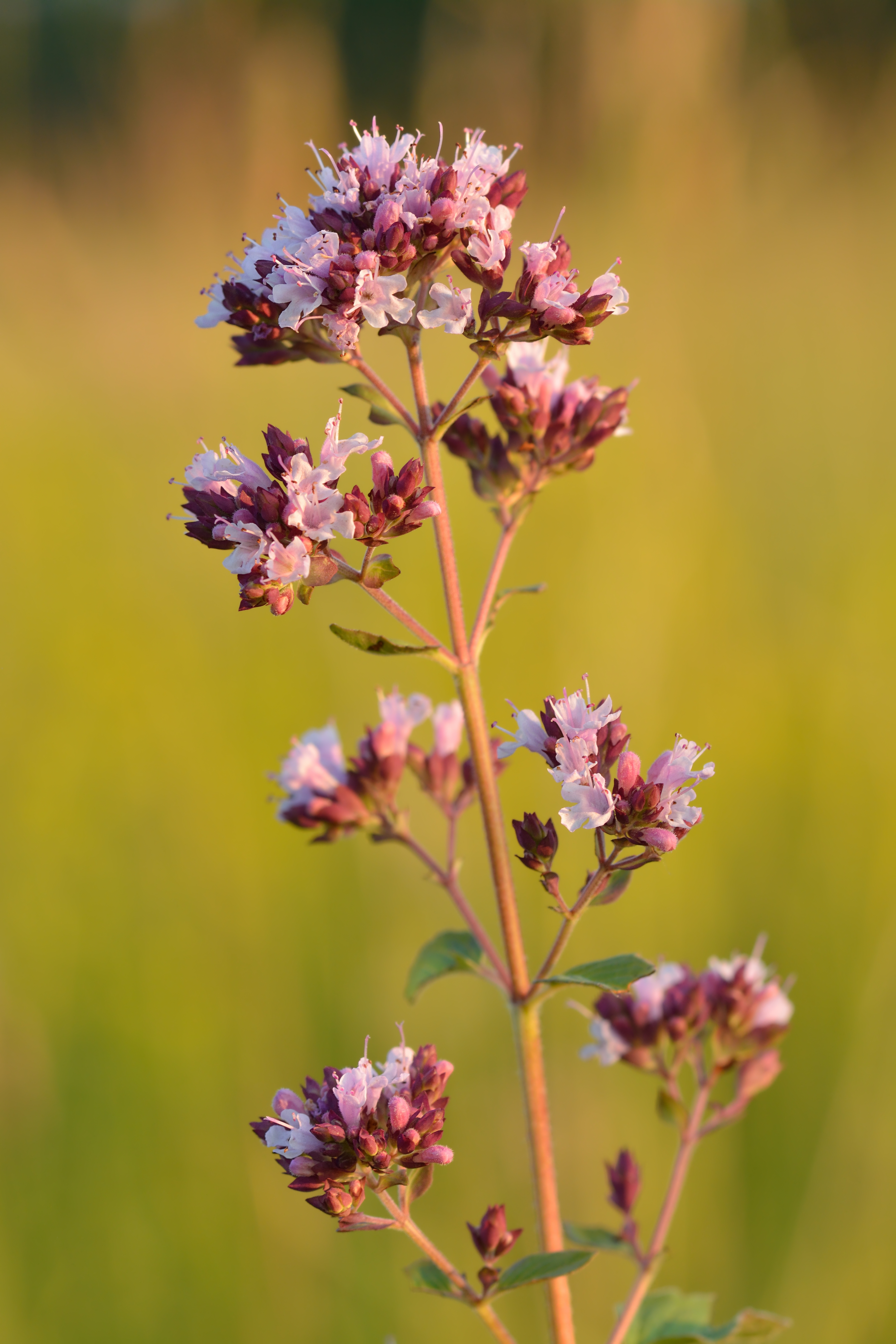
Detail květenství

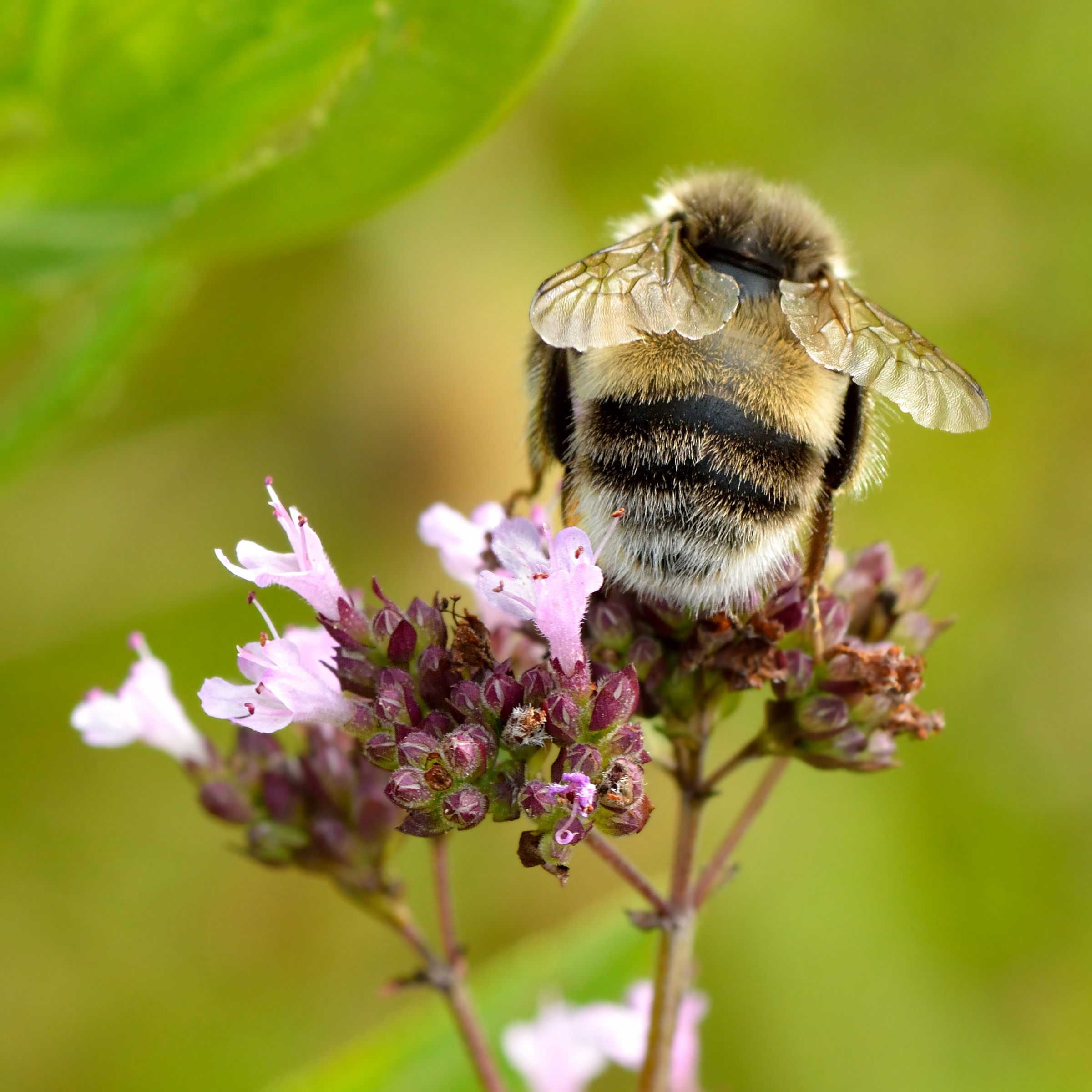

- Origanum creticum L.
- Origanum barcense Simk.

## Popis
Dobromysl obecná je vytrvalá, přitiskle nebo vlnatě chlupatá bylina vysoká 20 až 90 cm. Lodyha je načervenalá a na průřezu čtyřhranná. Výběžky oddenku často dřevnatějí.
Vstřícné listy mají krátký řapík, jsou vejčité a celokrajné nebo nezřetelně vroubkované. Spodní jsou největší, k vrcholu se zmenšují.
Květenství jsou vidlanovité laty shlukující se v hlávku. Květenství tvoří až 25 květů, které jsou drobné, nachově růžové. Koruna má trojcípý dolní pysk a vykrojený pysk horní. Kalich je trubkovitě zvonkovitý. Kvetou v červenci až září, opylovány jsou hmyzem. Plodem je tvrdka.
Celá rostlina příjemně aromaticky voní díky obsahu aromatických silic.

## Stanoviště
V Česku roste v křovinách, ve světlých lesích a lesních lemech, na pasekách, na slunných stráních a na mělkých půdách spíše alkalických. Často se pěstuje v zahradách.

## Areál rozšíření
Původní areál rozšíření byl v oblasti Středomoří, začala se však pěstovat již od antiky a rozšířila se i do ostatních oblastí Evropy, kde postupně zplaněla. Původní je i v Malé Asii, na Kavkaze, Blízkém východě, Íránu, nižších polohách Himálaje, v jižní Číně a na Tchaj-wanu. Zavlečena byla i do severní Ameriky
V ČR se vyskytuje poměrně hojně v teplejších oblastech, maximálně byla nalezena v nadmořské výšce 750 m v Krkonoších.

## Použití

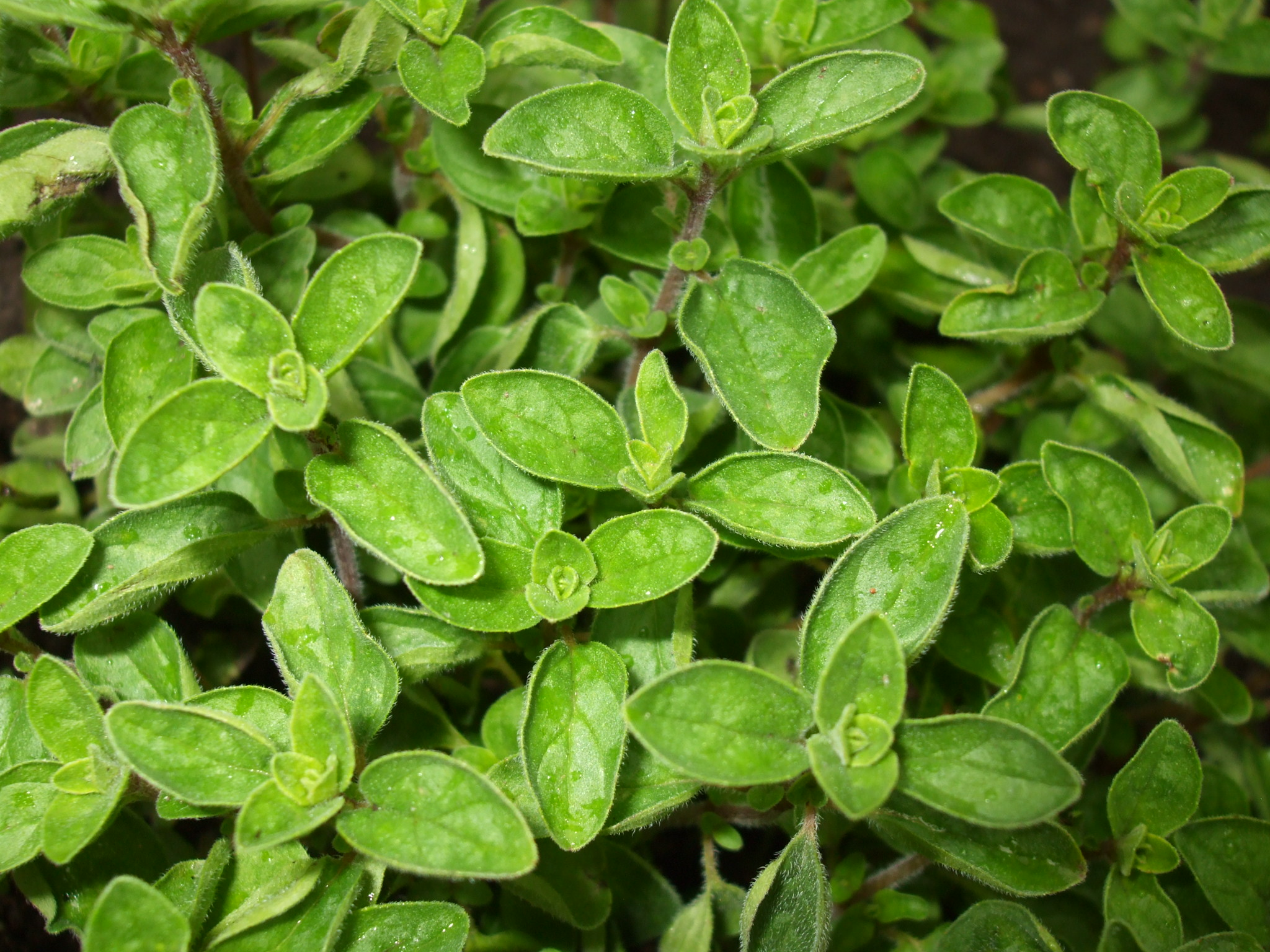
Oregano (Dobromysl obecná)

### Gastronomie
Nať dobromysli se používá zejména jako koření (pod názvem oregano); typickým použitím je kořenění pizzy. Kromě toho je též součástí provensálského koření. Chuť je výrazná, ale odlišná od majoránky. Sbírá se kvetoucí nať, přítomnost plodů je nežádoucí. Jako doplněk stravy bývá ve formě oleje s dávkováním kapátkem, nebo pro přesnější dávkování a užívání ve formě želatinových kapslí.[zdroj?]

### Léčitelství
Používá se též v léčitelství pro své aseptické a protizánětlivé účinky, usnadňuje odkašlávání a zvyšuje vyměšování žluči. Droga je silným prostředkem uvolňujícím křečovité stažení hladkého svalstva (spazmolytikum). Používá se i na obklady a osvěžující koupele. V nati obsažené barvivo se dříve používalo k barvení ovčí vlny.

### Včelařství
Dobromysl je dobrou nektarodárnou rostlinou. Nektarium květu dobromysli vyprodukuje za 24 hodin 1,1 mg nektaru s cukernatostí 76 %. Cukerná hodnota, tedy množství cukru vyprodukovaného v květu za 24 hodin, je 0,83 mg. Pylu poskytuje včelám málo, pylové rousky mají šedivou barvu.
Čistý druhový med dobromysli není známý, ale ve Středomoří se dobromysl spolu se saturejkou a mateřídouškou podílí na vzniku hymetského medu a tymiánového medu. Tyto medy jsou výrazně vonné, s jantarovou barvou a příjemnou chutí, a jemně krystalizují.

## Obsahové látky
Nať dobromysli obsahuje asi 0,4% silice (hlavně thymol a karvakrol) a asi 8% tříslovin, hořčiny, tanin, těkavý olej, gumopryskyřici, antioxidanty a další látky.

## Pěstování
Preferuje slunečné polohy, propustné půdy s obsahem vápníku. Lze ji pěstovat bez zálivky. Množí se semeny, kultivary vegetativně – dělením trsů, ve velkovýrobě řízkováním. Roste rychle, sama se mírně šíří do blízkého okolí, ale není považována za plevel.
Dobromysl obecná může být použita v záhonech, ve skalkách nebo suchých zídkách , ale i sadovnické výsadbě ve větších skupinách některých úprav, i blízko cest – listy jsou vonné.